# برج فيلاسكا
برج فيلاسكا (بالإيطالية: Torre Velasca)‏ بني في عام 1954م من قبل شراكة بي بي بي آر (جيان لويجي بانفي، لودفيكو باربيانو دي بيلجيويوسو، إنريكو بيريسوتي، إرنستو ناثان روجرز) المعمارية في وسط مدينة ميلانو في إيطاليا.